# 하동 금봉사 동조보살좌상
하동 금봉사 소장 동조 보살좌상(河東 金鳳寺 所藏 銅造 菩薩坐像)은 대한민국 경상남도 하동군 에 있는 기타의 하동 금봉사 소장 동조 보살좌상이다. 2009년 12월 3일 경상남도의 문화재자료 제492호로 지정되었다.

## 개요
전체 높이가 20.8cm인 소형의 이 보살상은 화려한 보관을 쓰고 앙련과 복련이 대칭적으로 조출되어 있는 연화대좌 위에 선정인과 같은 수인을 결한 후 손바닥 위에 약함을 올려놓은 채 고개는 약간 아래로 숙이고 앉아있는 자세를 취하고 있다. 보살상의 표면 여러 곳에는 개금한 흔적이 부분적으로 남아있으며 전체적인 상태는 온전한 편이다.
이 보살상은 화려한 꽃모양 입식이 달린 보관 장식과 날카로운 눈매, 영락장식 및 삼각형의 연화좌대 등에서 티베트 불교인 라마교 불상조각 양식을 보여주고 있다. 이러한 조각양식은 원나라 때 조성된 대다수의 금동보살상과 원나라 영향을 받는 고려말 우리 보살상에서도 흔히 간취되는 양식이기도 하다. 또한 중국 명나라 때에도 이러한 조각양식을 지닌 금동보살상이 많이 조성되기도 하였는데, 다만 이 보살상에서는 관능적으로 표현된 라마 양식 보살상들과는 다른 신체표현을 보여주고 있으며, 세부표현에서도 섬세미가 떨어지는 편에 속한다. 그리고 흔히 조성시기가 올라가는 청동조각에서 간취되는 푸른 산화피막이 형성되어 있지 않는 등 우리의 불교 조각상과는 다른 모습을 보여주고 있기도 하여 그 조성연대가 많이 올라가지 않는 것으로 사료된다.
하동 금봉사 주지가 오동나무 상자 속에 별도로 보관 중인 이 보살상은 오래 전에 불자로부터 시주받아 소장해오고 있는 것이라고 사측에서는 전한다.

## 조사사 의견
하동 금봉사 동조보살좌상은 치켜 올라간 강렬한 눈매와 머리카락의 새김선 및 의습선들이 심도가 있고 날카로운 편이며, 법의의 옷단에 음각으로 표현된 화문들과 대좌의 연판 조각들이 특별히 두드러져 있는 점 등에 미루어 한국의 소형 금동불보살상 조각양식과는 다른 중국 제작된 것으로 보인다. 따라서 지정신청서에 첨부된 고미술협회의 감정증서에서는 고려시대에 제작된 진품의 보살상으로 감정하고 있지만 중국의 명대에 제작된 보살상으로 추정되며, 우리나라 불상조각 양식과 영향관계를 지닌 자료로 파악된다.

## 참고 자료
- 하동 금봉사 소장 동조 보살좌상 - 국가유산청 국가유산포털